# Death Before Dishonor XV
L'édition de 2017 de Death Before Dishonor est un pay-per-view (PPV) de catch produit par la Ring of Honor (ROH), qui fut disponible uniquement en ligne et via FiteTV. Le PPV s'est déroulé au Sam's Town Hotel & Gambling Hall (en) à Las Vegas, dans le Nevada le 22 septembre 2017. Ce fut le 15e Death Before Dishonor de l'histoire de la ROH.

## Contexte
Les spectacles de la Ring of Honor en paiement à la séance sont constitués de matchs aux résultats prédéterminés par les scénaristes de la ROH. Ces rencontres sont justifiées par des storylines - une rivalité avec un catcheur, la plupart du temps - ou par des qualifications survenues au cours de shows précédant l'évènement. Tous les catcheurs possèdent un gimmick, c'est-à-dire qu'ils incarnent un personnage face (gentil) ou heel (méchant), qui évolue au fil des rencontres. Un pay-per-view comme Death Before Dishonor est donc un événement tournant pour les différentes storylines en cours.

### Cody Rhodes vs. Minoru Suzuki
Lors de Best in the World 2017, Cody remporte le ROH World Championship en battant Christopher Daniels. Cody lance ensuite un open challenge pour le titre mondial que Minoru Suzuki accepte, revenant ainsi sur le territoire américain pour un match de catch pour la première fois depuis 25 ans,.

## Résultats
| #                                                                | Matchs, | Stipulation                                                                                          | Durée |
| ---------------------------------------------------------------- | --- | --- | ----- |
| 1                                                                | Bully Ray et The Briscoe Brothers (Jay Briscoe & Mark Briscoe) battent The Kingdom(Matt Taven, Vinny Marseglia et T.K. O'Ryan (en)                     | Six Man Tag Team match pour un match de championnat pour les ROH World Six-Man Tag Team Championship | 13:00 |
| 2                                                                | Marty Scurll bat Chuckie T. | Match simple                                                                                         | 12:10 |
| 3                                                                | Punishment Martinez bat Jay White | Street fight match                                                                                   | 13:55 |
| 4                                                                | Bullet Club (The Young Bucks (Nick Jackson & Matt Jackson) et Hangman Page) (c) battent Bully Ray et The Briscoe Brothers (Jay Briscoe & Mark Briscoe) | Six Man Tag Team match pour les ROH World Six-Man Tag Team Championship                              | 5:08  |
| 5                                                                | Kenny King bat Kushida (c) | Match simple pour le ROH World Television Championship                                               | 16:25 |
| 6                                                                | Silas Young (avec Beer City Bruiser) bat Jay Lethal | Last Man Standing match                                                                              | 21:20 |
| 7                                                                | Motor City Machine Guns (Alex Shelley & Chris Sabin) battent The Young Bucks (Nick Jackson & Matt Jackson) (c)                                         | Match par équipe pour les ROH World Tag Team Championship                                            | 14:10 |
| 8                                                                | Cody (c) (avec Brandi Rhodes) bat Minoru Suzuki | Match simple pour le ROH World Championship                                                          | 12:30 |
| (c) désigne le(s) champion(s) défendant son titre dans le match. | | |       |